# Folha de Pernambuco
A Folha de Pernambuco é um jornal brasileiro de Pernambuco fundado em 3 de abril de 1998 e pertencente ao grupo Empresarial EQM, do empresário Eduardo de Queiroz Monteiro.
Fundada no dia 3 de abril de 1998, a Folha de Pernambuco é um dos três jornais de circulação diária em Pernambuco, com venda avulsa e para assinantes, que ainda conta com o Diario de Pernambuco e o Jornal do Commercio.
É na atualidade o segundo jornal mais lido e mais vendido em Pernambuco.
A Folha tem como foco editorial os assuntos de interesse da chamada classe média emergente, com um noticiário de linguagem simples, direta e precisa.
Em 1999, foi homenageado com o prêmio Colunistas Norte/Nordeste, na categoria "Veículo do Ano". Alguns artigos e repórteres da Folha foram, além disso, premiados. Por outro lado, a própria Folha patrocina prêmios de jornalismo.
Em 2017, é lançado o Folha Mais edição única do jornal nos fins de semana circulando aos sábados em formato tabloide. No ano seguinte, as edições diárias também passaram a circular em formato tabloide.[carece de fontes?]